# 3875 Staehle
3875 Staehle (1988 KE) là một tiểu hành tinh vành đai chính được phát hiện ngày 17 tháng 5 năm 1988 bởi E. F. Helin ở Palomar.